# Канкаанпяя, Захар Фридрихович
Захар Фридрихович Канкаанпяя (1880, Финляндия — 22 сентября 1938, близ Петрозаводска) — финский и советский писатель.
Канкаанпяя работал в Соединенных Штатах в течение 30 лет в качестве наемного работника . До 1914 года он был кратковременным редактором журнала «Рабочий»  и входил в его правление с 1925 по 1927 год  .
Канкаанпяя переехал из США в Советскую Карелию в 1931 году. Сначала он год был на стройке, потом собирал воспоминания о Гражданской войне для Карельского научно-исследовательского института, а потом перешел столярным делом на петрозаводский лыжный завод. 
Канкаанпяя опубликовал несколько рассказов в Rintama и других журналах. Его роман «Непобедимый» был опубликован в 1934 году.  Тема скромного с точки зрения художественности произведения — события Гражданской войны в России в Карелии  . Роман «Интервенция», повествующий о первой советско-финской войне, попал в цензуру. Канкаанпяя был принят кандидатом в члены Союза писателей СССР в 1936 году.
Канкаанпяя был арестован в июне 1938 года, приговорен к смертной казни за шпионаж и расстрелян. В 1989 году он был посмертно реабилитирован. 